# Eurytides
Eurytides es un género de mariposas de la familia Papilionidae.

## Diversidad
Existen 7 especies reconocidas en el género, todas ellas tienen distribución neotropical. Al menos 2 especies se han reportado en la región Neártica.

## Taxonomía y sistemática
El género Eurytides pertenece a la tribu Leptocircini de la subfamilia Papilioninae. Según un análisis filogenético reciente basado en dos genes mitocondriales y uno nuclear, Eurytides estaría más cercanamente relacionado con el género Protesilaus.

## Especies
En orden alfabético en grupos de especies:
Subgénero Bellerographium Möhn, 2002:
- Eurytides bellerophon (Dahlman, 1823)

Subgénero Eurytides:
- Grupo salvini:
  - Eurytides salvini (Bates, 1864)
- Grupo orabilis:
  - Eurytides columbus (Kollar, 1850)
  - Eurytides orabilis (Butler, 1872)
  - Eurytides serville (Godart, 1824)
- Grupo dolicaon:
  - Eurytides callias (Rothschild & Jordan, 1906)
  - Eurytides dolicaon (Cramer, [1776])
  - Eurytides iphitas Hübner, [1821]

Sin grupo:
- Eurytides celadon (Lucas, 1852)
- Eurytides epidaus (Doubleday, 1846)

Tres especies antes en Eurytides ahora están en Protographium:
- Protographium marcellinus (Doubleday, 1845) antes E. marcellinus
- Protographium marcellus (Cramer, 1777) antes E. marcellus
- Protographium philolaus (Boisduval, 1836) antes E. philolaus

Algunas especies han sido llevadas al género Mimoides.
Algunas de las especies y subespecies dudosas son
- Eurytides agesilaus subsp. fortis, ahora en especie Protographium agesilaus
- Eurytides thyastes subsp. occidentalis, ahora en especie Protographium thyastes.

## Plantas hospederas
Las especies del género Eurytides se alimentan de plantas de las familias Euphorbiaceae, Annonaceae y Lauraceae. Las plantas hospederas reportadas incluyen los géneros Actinostemon, Annona, Ocotea, Asimina, Guatteria y Nectandra.